# آكل نمل حرشفي فلبيني

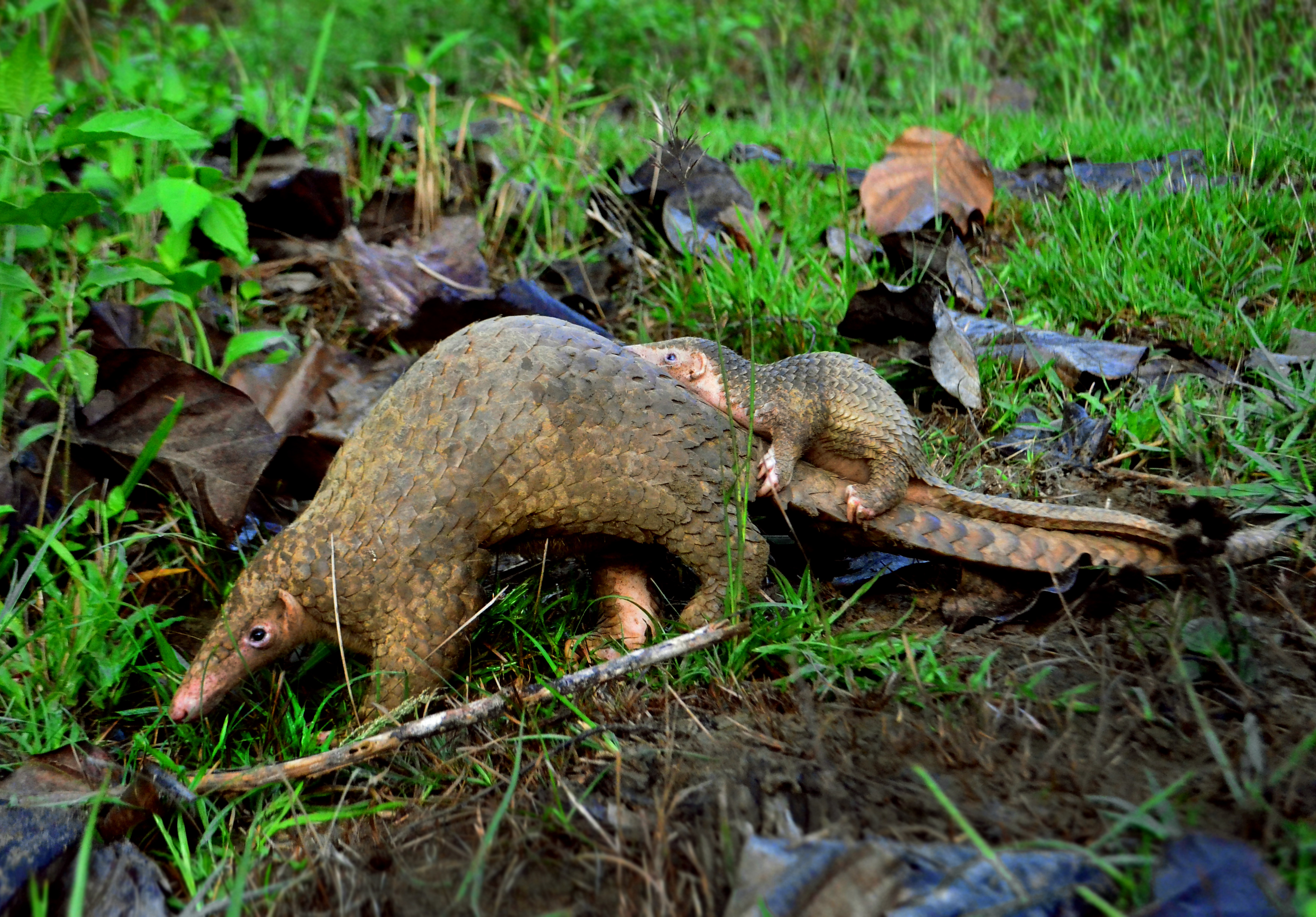
انثى آكل نمل حرشفي فلبيني بالغة مع جروها، تم تصويرهما في غابات بالاوان.

آكل نمل حرشفي فلبيني أو آكل نمل حرشفي بالاوان (الاسم العلمي: Manis culionensis)، كما يعرف محليا بالمناطق المتواجد بها باسم بالينتونغ (balintong)، هو نوع من أنواع آكل النمل الحرشفي المستوطنة في محافظة بالاوان؛ في الفلبين. يشمل موطنها الغابات من النوع الأولي والثانوي، وكذلك المراعي العشبية المحيطة بهذه المناطق. يعتبر هذا النوع من الحيوانات شائع التواجد بشكل معتدل في نطاقه ومدى تواجده المحدود، ولكنه معرض للخطر بسبب الصيد الكثيف والمفرط به لاجل حراشفه التي تعتبر ذات قيمة ولاجل لحمه الذي يعتبر قيم أيضا. يتم تمييز هذا النوع من أنواع آكل النمل الحرشفي عن آكل النمل الحرشفي سوندا (يعتبرا هذين النوعين كنوعين مرتبطان ارتباطًا وثيقًا وشبيهان ببعضهما البعض)، بالعلاقة النسبية بين حجم الجسم وحجم الذيل؛ حيث تعتبر هذه العلاقة النسبية أصغر عند أنواع آكل النمل الحرشفي الفلبيني، كما وتعتبر حراشفه أصغر حجما، ورأسه أقصر طولا. يتم تصنيف هذا النوع على انه مهدد بالانقراض من قبل الاتحاد الدولي لحفظ الطبيعة (IUCN)، ومن قبل مجلس بالاوان للتنمية المستدامة (الاسم باللغة الإنجليزية: Palawan Council for Sustainable Development؛ اختصاره PCSD).

## التصنيف

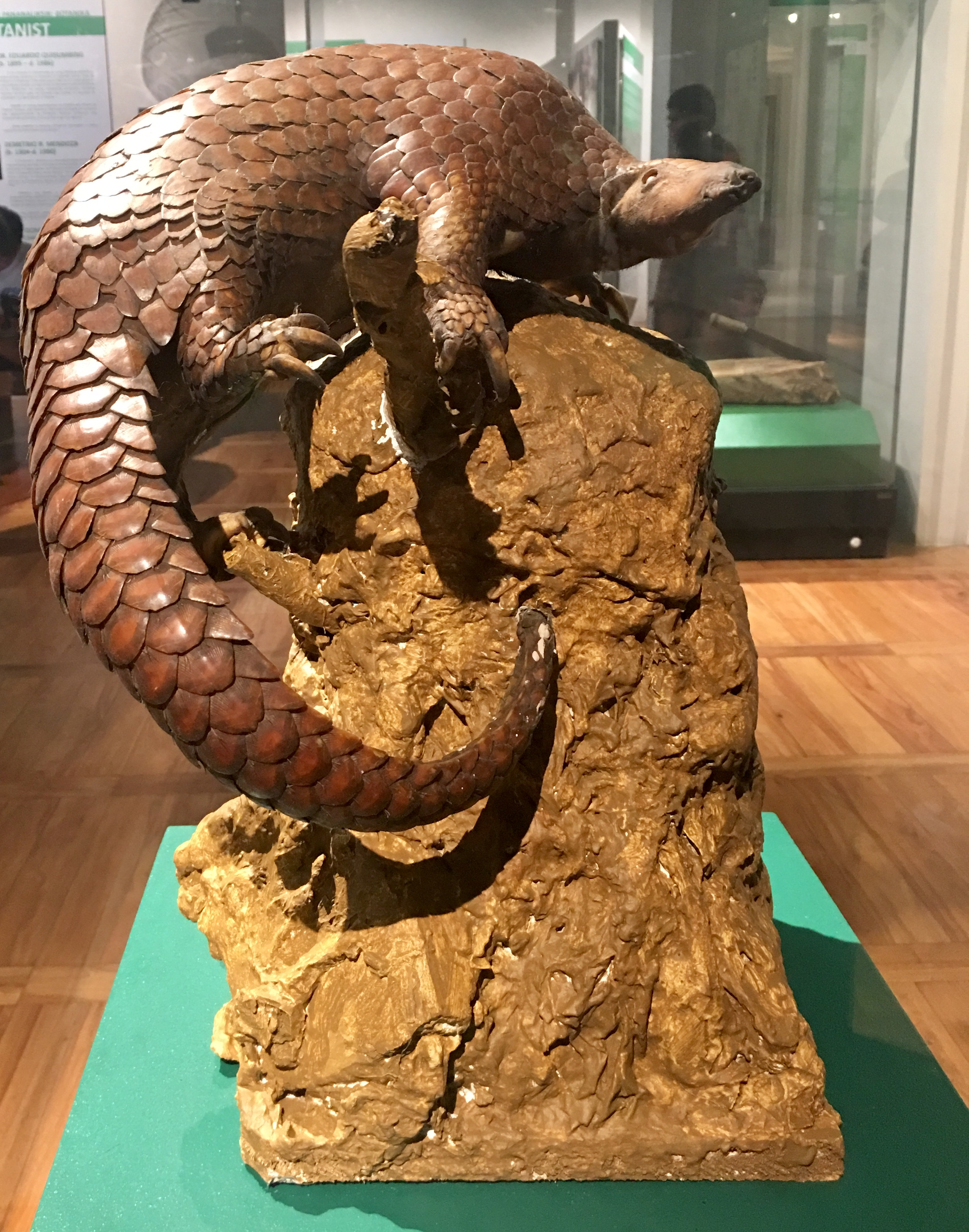
آكل نمل حرشفي فلبيني محنط في المتحف الوطني الفلبيني.

تم وصف هذا النوع لأول مرة على يد كاستو دي ايليرا، في عام 1885 ؛ تم ذكره أيضًا من قبل دي ايليرا في عمل من انتاجه من عام 1895. في الماضي؛ تم تضمين وشمل هذا النوع من آكل النمل الحرشفي مع النوع آكل النمل الحرشفي سوندا (الاسم العلمي: Manis javanica) ، ولكن تم اعتباره كنوع آخر مميز بداية منذ عام 1998. تم تحديد خمس خصائص مورفولوجية (شكلية وبنيوية) مميزة تشمل؛ الجمجمة والحراشف، حيث تفصله هذه الخصائص وتميزه عن آكل النمل الحرشفي سوندا (الاسم العلمي: M. javanica) ; النوع الذي يرتبط به ارتباط وثيق وصلة قوية. يتم تجميع وتصنيف كل من هذين النوعين (آكل النمل الحرشفي الفلبيني وآكل النمل الحرشفي سوندا) في جنيس Paramanis.  يُفترض أن العزلة الوراثية والجينية التي ادت إلى التفريق والانتواع بين هذين النوعين؛ قد نتجت عن ارتفاع مستويات البحر التي هدمت جسر اليابسة من منطقة بورنيو، وكان ذلك في أوائل العصر الجليدي.
الاسم العلمي مانيس (Manis) هو مشتق من الميثولوجيا اليونانية من مانيس؛إله العالم التحت ارضي، في حين أن الاسم المحدد (culionensis) يشير إلى جزيرة كيوليون في بالاوان.
الاسم المحلي المستعمل لتسمية هذه الانواع بالينتونغ (balintong؛ أيضًا هالينتونغ-halintong أو مالينتونغ-malintong)؛ يعني «الشخص الذي يتدحرج» أو «الشخص الذي يتشقلب» في لغة Visayan Cuyonon . أسماء أخرى لهذه الانواع في لغة Cuyonon تشمل باليكون-balekon أو بالايكون-balikon وجولينغ-goling ، وهي أسماء تحمل نفس المعنى المذكور مسبقا. في لغة بالاوان؛ تُعرف هذه الانواع أيضًا باسم tanggiling (تانجيلينغ)؛ الذي يحمل نفس المعاني المذكورة سابقا.

## النظام الغذائي
يعتبر آكل النمل الحرشفي الفلبيني بمثابة حيوان آكل للنمل، لذلك؛ نظامه الغذائي يتكون بشكل رئيسي من النمل والنمل الأبيض. يستخدم هذا المخلوق لسانه الطويل المغطى بلعاب لاصق من اجل ان يصطاد الحشرات. لا تمتلك حيوانات آكل النمل الحرشفي أسنانًا، لذلك تقوم باستهلاك الرمل والأحجار الصغيرة حجما، من اجل مساعدة معدتها في طحن الطعام.

## السلوك
آكل النمل الحرشفي الفلبيني هو مخلوق ليلي ويقود حياة انعزالية ويميل إلى أن يكون انفرادي. تقضي هذه الانواع من آكل النمل الحرشفي بعض اوقاتها على الأرض بحثًا عن الطعام، مع ذلك؛ يميل افراد آكل النمل الحرشفي الفلبيني إلى البقاء على الأشجار. مثلها مثل جميع أنواع آكل النمل الحرشفي؛ عندما تشعر هذه المخلوقات بالتهديد، تقوم بالالتفاف حوال نفسها على شكل كرة وتعتمد على الحماية التي توفرها الحراشف الموجودة على جسدها.

## التكاثر
مع انه لا يُعرف سوى القليل عن العادات التكاثرية لحيوان آكل النمل الحرشفي الفلبيني؛ يُعتقد أن عادات التزاوج الخاصة بها تشبه العادات التكاثرية التي يمر بها آكل النمل الحرشفي سوندا. مثل معظم أنواع آكل النمل الحرشفي؛ تتزاوج أنواع آكل النمل الحرشفي الفلبيني في فترة فصل الربيع. تولد الجراء بعد فترة الحمل التي تمتد مدتها لحوالي 18 أسبوعًا، ويتم إرضاع هذه الجراء من قبل أمها لمدة حوالي ما يقارب أربعة أشهر.

## المراجع

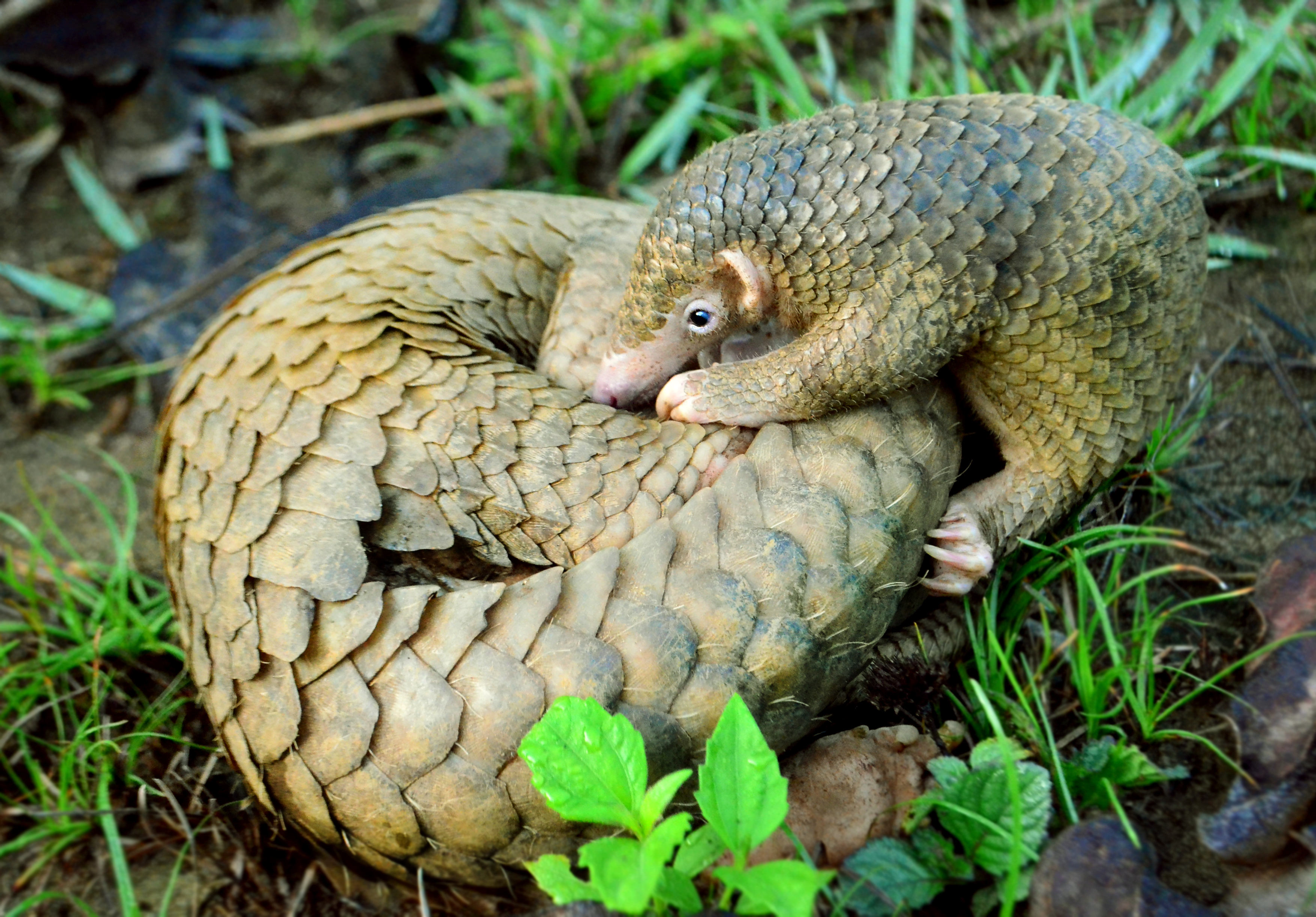
جرو آكل نمل حرشفي فلبيني يقوم بمدافعة والدته؛ الملتفة بشكل كرة واقية.

## روابط خارجية
- IUCN SSC Pangolin Specialist Group - Philippine pangolin